# Вальдо (епископ Фрайзинга)
Вальдо (нем. Waldo; около 852/853 — 18 мая 906, Требур или Хольцкирхен) — епископ Фрайзинга с 883 года, архиканцлер Восточно-Франкского королевства в 882—884 годах.

## Биография
Вальдо родился в 852 или 853 году в знатной семье, владения которой находились в окрестностях Боденского озера (вероятно, вблизи Фридрихсхафена). Кто были его родители, неизвестно, но средневековые исторические источники позволяют считать их членами род Ахалольфингов. Вальдо был старшим сыном; его младший брат Соломон III в 890 году стал епископом Констанца. Близкими родственниками братьев также были Соломон I и Соломон II Констанцские.
Вальдо и Соломон своё образование начали в школе при кафедральном соборе в Констанце, а продолжили его в монастырской школе Санкт-Галлена (здесь их преподавателем был Ноткер Заика). После этого братья расстались: Соломон остался в Санкт-Галлене, а Вальдо в 877 году уехал в аббатство Райхенау, а оттуда в 878 году в Майнц, где продолжил обучение под руководством архиепископа Лиутберта. К тому времени относятся упоминания о Вальдо как о субдиаконе, однако когда он получил этот сан, неизвестно.
Ученичество Вальдо завершилось в 879 году, после чего в конце 880 года он был принят на службу в императорскую канцелярию Карла III Толстого. Ставший нотарием при императорских резиденциях в Пьяченце и Павии, Вальдо быстро добился одного из наиболее высоких придворных постов, должности архиканцлера. Он занимал эту должность с ноября 882 по июнь 884 года, и всё это время находился в свите императора, сопровождая того во всех его поездках по Италии.
В 882 году Вальдо в качестве императорского посланца участвовал в походе против норманнов.
Ещё будучи канцлером, Вальдо в 883 году получил от Карла III Толстого повеление отбыть от двора во Фрайзинг, чтобы впоследствии стать здесь главой местной епархии. Это назначение — первый случай назначения преемников фрайзингских епископов по приказу светских правителей и без их предварительного избрания клиром и мирянами епархии. Некоторое время Вальдо помогал епископу Арнольду в управлении епархией, а когда тот 22 сентября умер, стал его преемником на епископской кафедре. Таким образом Вальдо стал первым за более чем век главой Фрайзингской епархии, не принадлежавшим к выходцам из баварской знати. По некоторым свидетельствам, такие действия императора вызвали сильное неодобрение фрайзингского духовенства, и чтобы сохранить порядок в епархии Вальдо вынужден был отказаться от должности архиканцлера.
После отречения Карла III Толстого от престола в ноябре 887 года Вальдо пользовался большим уважением и у нового правителя Восточно-Франкского государства Арнульфа Каринтийского. В документах того времени (например, в актах государственной ассамблеи, состоявшейся в июле 889 года в Форхайме) Вальдо выступает как наиболее влиятельный из иерархов королевства. В марте 894 года по поручению короля вместе с пфальцграфом Мегинфридом фрайзингский епископ ездил в Павию, где урегулировал имущественный спор между монастырями Райхенау и Святого Амвросия. Известно о его участии в двух церковных соборах: в Майнце в 888 году и в Требуре в мае 895 года. Также сообщается, что епископ Фрайзинга сопровождал Арнульфа Каринтийского в его походах в Моравию и Италию. За свою верность Вальдо удостоился от монарха нескольких богатых земельных дарений, а также сана настоятеля Кемптенского аббатства, которым он управлял в 889—892 годах. По ходатайству Вальдо король Арнульф передал фрайзингскому духовенству особые права на ведение христианизации в населённой славянами Карантании.
Возможно, что в 900 году епископ Вальдо участвовал в произошедшем вблизи Линца сражении с венграми.
После восшествия на престол короля Людовика IV Дитяти Вальдо начал реже бывать при дворе. Он приезжал сюда только по церковным делам, и такой заботой об интересах своей епархии добился любви и уважения духовенства и мирян Фрайзинга.
В 903 году в результате пожара во Фрайзинге сгорел кафедральный собор, но он был заново отстроен уже к 906 году. Значительная часть средств на восстановление храма была получена из доходов от принадлежавших Фрайзингской епархии солевых копей в Унтерфёринге.
В апреле или мае 906 года Вальдо отправился в Требур, чтобы принять участие в государственной ассамблее Восточно-Франкского королевства. По пути в Хольцкирхене Вальдо получил от Людовика IV Дитяти привилегию, дававшую право фрайзингскому духовенству в дальнейшем избирать епископов без согласования их кандидатур с монархами. Вскоре после этого, 18 мая, Вальдо скончался. Неизвестно точно, умер он в Хольцкирхене или всё же успел доехать до Требура.
Останки Вальдо были перевезены во Фрайзинг и похоронены в кафедральном соборе. Новым главой Фрайзингской епархии был избран Уто.